# Franjo
Papa Franjo (Buenos Aires, 17. prosinca 1936. – Vatikan, 21. travnja 2025.) bio je argentinski katolički prelat i isusovac izabran za 266. poglavara Katoličke Crkve na kardinalskoj konklavi 13. ožujka 2013.
Rođen je kao Jorge Mario Bergoglio u obitelji talijanskih doseljenika. Papinsko ime Franciscus uzeo je kao počast sv. Franji iz Asiza, a prevodi ga se kao Franjo, Frano ili Frane. Prvi je papa iz Latinske Amerike, prvi s južne polutke, prvi koji je uzeo novo papinsko ime nakon 1100 godina i prvi koji je prije biskupskoga ređenja bio isusovac.
Doživljavalo ga se konzervativnim po teološkim i seksualnim pitanjima, a liberalnim po društvenima pa je dobivao potporu i crkvenih konzervativaca i reformatora, no odlučnost u rješavanju problema stvorila mu je protivnike unutar i izvan Vatikana. Bio je poznat po skromnosti, zalaganju za siromašne i migrante te po otvorenosti prema pripadnicima drugih vjeroispovjesti, pripadnicima LGBT-a i grješnicima.
Od 2013. do 2025. bio je na 49 međunarodnih putovanja, napisao je četiri enciklike, objavio pet apostolskih pobudnica i 26 dokumenata motuproprija. Sazvao je izvanrednu (2014.) i redovitu (2015.) sjednicu Biskupske sinode o obitelji te proglasio i otvorio izvanredni jubilej milosrđa i redovni jubilej 2025. Otvorio je i Sinodalni hod (2021. – 2023.) kao pripravu za redovitu biskupsku sinodu u listopadu 2023. godine.

## Životopis
Rođen je kao Jorge Mario Bergoglio 17. prosinca 1936. u Buenos Airesu, u obitelji s petero djece. Roditelji su mu bili talijanski doseljenici, pa papa ima i argentinsko i talijansko državljanstvo.
Diplomirao je kemijsku tehnologiju, no poslije se odlučio za svećenički poziv te stupio u bogosloviju. U novicijat Družbe Isusove stupio je 11. ožujka 1958. godine. Humanističke studije završio je u Čileu, a 1963., po povratku u Buenos Aires, završio je filozofiju na Filozofskomu fakultetu Kolegija „San José” u San Miguelu.
Sljedeće dvije godine predavao je književnosti i psihologiju na kolegiju „Immacolata” (Bezgrješna) u Santa Feu, a 1966. predavao je iste predmete na kolegiju „Salvatore” u Buenos Airesu. Od 1967. do 1970. studirao je teologiju na Teološkomu fakultetu Kolegija „San José” u San Miguelu.
Za svećenika je zaređen 13. prosinca 1969. godine, a unutar Družbe Isusove proveo je svoj treći probandat 1970. – 1971. u Alcali de Henares u Španjolskoj, te je 22. travnja 1973. položio svoje doživotne zavjete. Bio je magister novaka u Villa Barilari u San Miguelu (1972. – 1973.), profesor na Teološkomu fakultetu, konzultor u svojoj Provinciji te rektor kolegija. Za provincijala Argentine izabran je 31. srpnja 1973. i tu je službu obnašao šest godina.
Između 1980. i 1986. godine bio je rektor kolegija i Filozofskoga i teološkog fakulteta u istoj kući, te župnik u biskupiji San Miguel.
U ožujku 1986. pošao je u Njemačku kako bi ondje dovršio rad na svojoj doktorskoj disertaciji, nakon čega su ga poglavari smjestili u Kolegij „Salvatore” odakle je premješten u crkvu Družbe Isusove u gradu Córdobi, gdje je obnašao službu duhovnika i ispovjednika.
Papa Ivan Pavao II. imenovao ga je 20. svibnja 1992. pomoćnim biskupom Buenos Airesa, a 27. lipnja iste godine primio je u katedrali u Buenos Airesu biskupski red po rukama kardinala Antonija Quarracina. Suzareditelji su bili apostolski nuncij Ubaldo Calabresi i biskup Mercedes-Lujana Emilio Ognjenović. Nadbiskupom koadjutorom Buenos Airesa imenovan je 3. lipnja 1997., a 28. veljače 1998., nakon smrti kardinala Qarracina, naslijedio ga je u nadbiskupskoj službi.
Kao nadbiskup putovao je javnim prijevoznim sredstvima, a umjesto biskupskog stana, stanovao je u iznajmljenomu stanu, te si je zaslužio nadimak „kardinal siromašnih”. Govorio je latinski, španjolski, talijanski, a služi se i njemačkim, francuskim i engleskim jezikom. Bio je poznat je i kao kuhar, ljubitelj opere, prijatelj grčke klasike, Shakespearea i Dostojevskoga te kao plivač, premda je od djetinjstva imao poteškoća s plućima. Naime, u mladosti je imao zarazu zbog koje su mu liječnici morali odstraniti jedno plućno krilo.
Bio je ordinarij i za vjernike istočnoga obreda koji prebivaju u Argentini, a nemaju ordinarija vlastitoga obreda. Usto je bio i Veliki kancelar Argentinskoga katoličkog sveučilišta. Na 10. redovitoj općoj skupštini Sinode biskupa u listopadu 2001. bio je generalni relator. Od studenoga 2005. do studenoga 2011. bio je predsjednik Argentinske biskupske konferencije.
Papa Ivan Pavao II. imenovao ga je kardinalom na konzistoriju 21. veljače 2001., a naslovna mu je crkva bila crkva Sv. Roberta Bellarmina. Bio je član Vijeća za Latinsku Ameriku, Vijeća za obitelj, Kongregacije za bogoštovlje i disciplinu sakramenata, te Kongregacije za ustanove posvećenoga života.

## Izbor za papu
Kardinal protođakon Jean-Louis Tauran oko 20.15 sati 13. ožujka 2013. pojavio se na svečanoj urešenoj loži vatikanske bazilike i nakon tradicijske objave na latinskom: Habemus Papam! (‘Imamo papu!’) obznanio da su kardinali izbornici taj dan na konklavama izabrali za papu argentinskoga kardinala Bergoglia koji je izabrao ime Franjo. Pojasnio je da je ime odabrao u čast svetoga Franje Asiškoga.
„Molimo uvijek za nas, jedan za drugoga, za cijeli svijet - da dobijemo veliko bratstvo. Želim da ovaj put Crkve bude plodonosan za evangelizaciju ovog prekrasnog grada”, rekao je papa Franjo u prvom obraćanju vjernicima. Nakon što je zamolio vjernike da se pomole za Benedikta XVI., zamolio ih je i da zazovu Božji blagoslov i za njega. Nakon molitve svim je muškarcama i svim ženama dobre volje uputio svoj prvi Urbi et Orbi. „Braćo i sestre, hvala vam na ovakvom dočeku, molite se za mene i vidimo se sutra”, poručio je papa Franjo te dodao kako se sada želi pomoliti Bogorodici.
Prvu svetu misu svojega pontifikata papa Franjo slavio je 14. ožujka u Sikstinskoj kapeli zajedno s ostalih 114 kardinala koji su sudjelovali u konklavama. Posebna misa „pro Ecclesia” (za Crkvu) slavljena je na latinskom. Na misi se čitao tekst iz Matejeva Evanđelja (16, 13-19) koji govori o Petrovoj ispovijesti vjere: „Ti si Krist-Pomazanik, Sin Boga živoga”. A Isus mu odgovara:
Prvo čitanje bilo je iz Knjige proroka Izaije, a drugo iz Prve Petrove poslanice o živom kamenju koje izgrađuje Crkvu.
Dana 19. ožujka papa Franjo inauguriran je kao poglavar Vatikana i Katoličke crkve. Službu je preuzeo na blagdan svetoga Josipa, zaštitnika Crkve. Uz brojne vjernike, na svečanosti su bila 132 državna izaslanstva te mnogi vjerski poglavari. Hrvatsku je predstavljao predsjednik Ivo Josipović. U propovijedi papa je pozvao da se ne zaborave bližnji, posebice djeca, stariji i potrebiti, a onima koji su na položaju poručio je da zaštite ljude i okoliš u kojem živimo. Poručio je:

## Pontifikat
Papa Franjo bio je poznat kao izrazito skromna osoba. Kao kardinal nije živio u raskošnoj rezidenciji nego je živio u malenom stanu u Buenos Airesu, a umjesto službenog koristio je javni prijevoz. Po dolasku na papinsko mjesto nije nosio uobičajeni zlatni križ nego željezni, a u prvom obraćanju javnost je pozdravio s »Dobra večer« (špa. Bona sera) umjesto uobičajenog katoličkog pozdrava »Hvaljen Isus!«. Bio je poznat je i kao veliki ljubitelj nogometa i navijač argentinskog kluba San Lorenzo, koji su osnovali isusovci. 
Papa Franjo davao je naglasak na Božje milosrđe, brigu za siromašne i predanost međuvjerskom dijalogu. Zaslužan je za manje formalan pristup papinstvu od njegovih prethodnika, primjerice bira boraviti u Domu Sv. Marte, radije nego u papinskim apartmanima Apostolske palače, koje su koristili njegovi prethodnici. Osim toga, s obzirom na to da je bio isusovac i njegovao ignacijansku estetiku, izabrao je jednostavnije crkveno ruho s manje ukrasa, odabrao je srebro umjesto zlata za njegov papinski prsten, a imao je isti križ na prsima, koji je imao i kao kardinal. Zalagao se da Crkva bude otvorenija i dobrodošlija, među ostalim i za osobe drugih vjeroispovjesti te pripadnike LGBT-a. Protivio se neobuzdanome kapitalizmu. 
Protivio se konzumerizmu, neodgovornom razvoju, a podržavao političke napore u borbi protiv klimatskih promjena, o čemu je napisao encikliku Laudato si'. U međunarodnoj diplomaciji, pomogao je obnoviti pune diplomatske odnose između SAD-a i Kube.

### Posjet Bosni i Hercegovini u lipnju 2015. godine
Dana 6. lipnja 2015. godine, papa je boravio u ranije najavljenom posjetu Bosni i Hercegovini. Generalni pokrovitelj dolaska bilo je Predsjedništvo Bosne i Hercegovine. U tijeku posjeta, papa je održao svetu misu na stadionu Asim Ferhatović Hase u Sarajevu. Za prisustvo ovom događaju bila je potrebna prethodna prijava građana.

## Bolest i smrt
Papa je u veljači 2025. primljen bolnicu zbog bronhitisa, a otad mu se stanje pogoršavalo pa mi je dijagnosticirana i obostrana upala pluća. U svoju se rezidenciju u Domu sv. Marte u Vatikanu vratio nakon 38 dana kako bi nastavio opravak. U rano jutro 21. travnja 2025. na Uskrsni ponedjeljak papi je pozlilo i uskoro je umro od moždanog udara.
Tri dana prije ispraćaja papino tijelo bilo je izloženo u lijesu u Bazilici sv. Petra za molitvu i oproštaj, koji je posjetilo oko 250 000 vjernika.
Papinu pogrebu 26. travnja 2025. prisustvovalo je 130 delegacija, 55 šefova država i vlada te 12 monarha. S lijeve strane lijesa sjedili su biskupi i kardinali, a s desne delegacije: u prvom redu izaslanstva Italije i Argentine, papine rodne zemlje, a potom katolički monarsi. Uoči početka sprovodne mise na Trgu sv. Petra u Vatikanu okupilo se, prema procjeni rimske policije, oko 140 tisuća vjernika. Sprovodnu misu predslavio je kardinal Giovanni Battista Re, dekan Kardinalskog zbora, uz koncelebraciju 220 kardinala, 750 biskupa i svećenika u blizini oltara te više od 4000 svećenika.
Tijelo mu je nakon mise u procesiji prevezeno do bazilike sv. Marije Velike, gdje ga je po njegovoj želji kao među posljednjima ispratilo četrdesetak  siromašnih i marginaliziranih ljudi – beskućnika, zatvorenika, migranata i transrodnih osoba.
U Hrvatskoj je Vlada sprovodni dan proglasila danom žalosti te su crkvena zvona diljem zemlje zvonila od 10 do 10:15 sati.

## Djela

### Knjige
- Meditationes para religiosos (Razmatranja za redovnike), 1982.
- Reflexiones sobre la vida apostolica (Razmišljanja o apostolskom životu), 1986.
- Reflexiones de esperanza (Razmišljanja o nadi), 1992.[16]
- Diálogos entre Juan Pablo II y Fidel Castro (Razgovori između Ivana Pavla II. i Fidela Castra), 1998.
- Educar: exigencia y pasión (Obrazovanje: Potreba i strast), 2003.
- Ponerse la patria al hombro (Stavljanje domovine na pleća), 2004.
- La nación por construir (Nacija koju treba izgraditi), 2005.
- Corrupción y pecado (Korupcija i grijeh), 2006.
- Sobre la acusación de sí mismo (O optuživanju samog sebe), 2006.
- El verdadero poder es el servicio (Istinska moć je usluga), 2007.
- Sobre el cielo y la tierra (O nebu i o zemlji), 2010. (hrv. izdanje: VBZ, ISBN 978-953-304-571-9).
- Mente abierta, corazón creyente (Otvoren um, vjerno srce‎), 2012. (hrv. izdanje: VBZ, 2016., prijevod: Zlatko Tomić, ISBN 978-953-304-785-0)
- Bog je mlad (hrv. izdanje: Verbum, 2018., prev. Branko Jozić, ISBN 978-953-235-598-7)
- Nadaj se (hrv. izdanje: Znanje, 2025., prev. Snježana Husić)

### Objavljeni dokumenti

#### Enciklike
- Lumen fidei (2013.)
- Laudato si' (2015.)
- Fratelli tutti (2020.)
- Dilexit nos (2024.)

#### Apostolske konstitucije
- Praedicate Evangelium (2022.)

#### Apostolske pobudnice
- Evangelii gaudium (2013.)
- Amoris laetitia (2016.)
- Gaudete et exsultate (2018.)
- Christus vivit (2019.)
- Querida Amazonia (2020.)
- Laudate Deum (2023.)
- C'est la confiance (2023.)

#### Ekumenski dokumenti
- Zajednička deklaracija pape Franje i patrijarha Kirila (Havana, 2016.)
- Dokument o ljudskom bratstvu (Abu Dhabi, 2019.)

## Počasti
- Švicarska pošta izdala je u travnju 2021. poštansku marku s njegovim likom u spomen na pastirski posjet zemlji 2018.[27]

## Vanjske poveznice
- Službene stranice Vatikana

Sestrinski projekti
|  | Zajednički poslužitelj ima još gradiva o temi Franjo |
|  | Wikizvor ima izvorna djela autora: Franjo            |
|  | Wikicitati imaju zbirke citata o temi Franjo         |